# Transazione (ordinamento civile italiano)
La transazione, nel diritto civile italiano, 
è il contratto con il quale le parti, facendosi reciproche concessioni, pongono fine ad una lite già incominciata o prevengono una lite che potrà sorgere tra di loro. La nozione è enunciata dal codice civile all'art. 1965. Il contratto è anche detto scrittura transattiva.

## Inquadramento dogmatico
Si tratta di un negozio giuridico a titolo oneroso, non aleatorio ma commutativo. L'accordo consensuale si forma sulla base di un caput incontroversum, cioè l'insieme delle dichiarazioni di scienza che hanno per oggetto la ricognizione di situazioni di fatto o di diritto preesistenti alla lite.
Secondo la giurisprudenza della S.C. di Cassazione, tali dichiarazioni non hanno natura confessoria (manca l'animus confitendi perché non sono fini a sé stesse, ma sono strumentali rispetto al raggiungimento dello scopo del contratto transattivo), ma al più carattere accertativo se considerate sub specie facti, in quanto lo scopo della transazione non è quello di accertare oggettivamente una situazione dubbia ma quello di porre fine all'incertezza soggettiva attraverso la modifica di una situazione di fatto dubbia e litigiosa.

## Natura giuridica
In dottrina si discute se la transazione sia un negozio dispositivo o un negozio di accertamento.
Una tesi minoritaria afferma la natura di negozio di accertamento, perché la transazione fisserebbe il contenuto di un rapporto giuridico preesistente, precludendo ogni ulteriore contrattazione al riguardo.
Una esigua parte della giurisprudenza aderisce a tale ricostruzione, ritenendo che, una volta intervenuto l'accordo transattivo, resta preclusa la possibilità di stabilire quale fosse realmente la situazione giuridica preesistente, essendo questa indagine consentita solo se una delle parti chiede l'annullamento della transazione.
La tesi prevalente distingue nettamente la figura della transazione da quella del negozio di accertamento, in quanto:
- la transazione implica concessioni reciproche tra le parti, ammissibili solo se si riconosce carattere dispositivo al negozio, in quanto tendente alla modifica di una situazione controversa attraverso il reciproco sacrificio delle opposte pretese; inoltre, il giudice non può valutare comparativamente le reciproche concessioni, cioè non può esprimere alcun giudizio di equivalenza fra datum e retentum;

- il negozio di accertamento non può in alcun modo attribuire alle parti diritti diversi da quelli scaturenti dal rapporto "accertato". Inoltre, a differenza della transazione, il negozio di accertamento non è previsto dal Codice e può anche essere stipulato da un terzo (arbitro), con l'unico effetto preclusivo di ogni ulteriore contestazione.

L'unico tratto in comune tra le due figure, per la Cassazione, è dato dal fatto che né la transazione né il negozio di accertamento comportano alcun implicito riconoscimento della validità di una o di entrambe le contrapposte pretese delle parti.
Esempio: due soggetti stipulano una scrittura privata con cui individuano l'esatto confine tra due fondi: se una delle parti propone poi l'azione di regolamento dei confini, il giudice non è abilitato ad accertare una situazione diversa da quella rappresentata nel negozio di accertamento sottoscritto dalle parti.
La transazione, come qualsiasi contratto di diritto civile, ha effetti solo tra le parti e non vincola i terzi (arg. ex.art.1272 c.c.), ed è nulla laddove disponga in materia regolata da norme imperative (arg. ex.art.1418 c.c.).

## Nel diritto del lavoro
Le transazioni relative a diritti garantiti da norme inderogabili sono sottratte al regime di impugnativa giudiziale o extragiudiziale (e quindi acquisiscono carattere di definitività) quando si realizzano in situazioni o sedi tali da garantire l'assenza dello stato di soggezione del lavoratore, ad esempio, in sede sindacale (art. 411 c.p.c.).